# Sexueller Missbrauch in der Evangelischen Kirche in Deutschland
Fälle von Sexuellem Missbrauch von Kindern oder Schutzbefohlenen in Gemeinden oder Einrichtungen der Evangelischen Kirche – durch Amtsträger und haupt-, neben- und ehrenamtliche Mitarbeiter – sind seit vielen Jahrzehnten dokumentiert, wurden aber erst in den 2010er Jahren Gegenstand einer intensiveren Aufarbeitung.
Die ForuM-Studie gab für die jüngere Vergangenheit im Januar 2024 einen ersten Überblick über Täter und Opfer.

## Bis Ende des 20. Jahrhunderts
Über einen sexuellen Missbrauch berichtete im Jahr 1905 das Berliner Tageblatt unter der Überschrift Der Herr Pastor: Ein evangelischer Seelsorger aus dem Dorf Werder bei Rehfelde hatte sich über viele Jahre hinweg „schwerer Sittlichkeitsvergehen“ an Konfirmanden schuldig gemacht. Nachdem das Vergehen der Öffentlichkeit bekannt wurde und dem Geistlichen eine Zuchthausstrafe drohte, hat er seine Gemeinde heimlich verlassen und sich wohl ins Ausland abgesetzt.
Nach Angaben des Kirchenamtes der Evangelischen Kirche in Deutschland sind im Bereich der Evangelischen Kirche und der Diakonie seit etwa 1950 881 Fälle sexualisierter Gewalt aktenkundig geworden. Bis 2019 wurden rund 770 Opfer ermittelt, die meisten Heimkinder in diakonischen Einrichtungen. Aber auch in Kirchengemeinden gab es Übergriffe. Seit den 1980er-Jahren kam es in einzelnen Fällen zu strafrechtlichen Konsequenzen, die aber zunächst nur lokale Beachtung fanden.

## Seit 2010

### Evangelisch-Lutherische Kirche in Norddeutschland
Der Ahrensburger Missbrauchsskandal zog seit 2010 weite Kreise, weil hier auch der fragwürdige Umgang kirchlicher Vorgesetzter mit dem Täter zum Thema wurde. Die Bischöfin Maria Jepsen trat noch im selben Jahr zurück, weil sie bereits 1999 über den Missbrauch informiert worden war, aber nichts unternommen hatte. Eine im Auftrag der Evangelisch-Lutherischen Kirche in Norddeutschland 2014 erstellte unabhängige Studie kam zu dem Ergebnis, dass auch weitere Missbrauchsfälle im kirchlichen Umfeld jahrelang vertuscht worden waren. Als Konsequenz verabschiedete die Landessynode 2018 ein Kirchengesetz zur Prävention und Intervention gegen sexualisierte Gewalt.

### Evangelisch-Lutherische Landeskirche Sachsens
In der EvLKS begann Ende 2021 die Aufarbeitung des Falls Kurt Ströer; 38 Männer haben sich bisher (Stand April 2024) als Betroffene gemeldet, weil sie im minderjährigen Alter Opfer von Ströers spirituellem und sexuellem Missbrauch wurden. Ein weiterer umfangreicher Missbrauchsfall wurde in der Gemeinde Pobershau aufgearbeitet.
Mit einem ersten landesweiten Treffen begann im März 2024 die Vernetzung aller sächsischen Betroffenen und der Weg zum Aufbau ihrer Betroffenenvertretung.

### Synode der Evangelischen Kirche in Deutschland 2018
Auch in anderen Landeskirchen wurden nach 2010 unabhängige Ansprechstellen oder Kommissionen eingerichtet und Verfahren entwickelt, um Betroffenen Beistand und Wiedergutmachung anzubieten. Etliche Opfer beklagten aber weiterhin einen Flickenteppich an Regelungen und undurchsichtige Strukturen. Die evangelische Kirche habe aus Sicht Betroffener zu lange gezögert, und es sei notwendig, die Bedürfnisse der Betroffenen in den Mittelpunkt zu rücken.
Die Synode der Evangelischen Kirche in Deutschland setzte das Thema auf die Tagesordnung der Herbsttagung 2018 und verabschiedete einen Elf-Punkte-Plan zum Umgang mit sexualisierter Gewalt und Missbrauchsformen in der evangelischen Kirche.
Als konkrete Maßnahmen wurden beschlossen:
1. Beteiligung Betroffener, Gründung eines Betroffenenbeirates
2. Individuelle Aufarbeitung in den einzelnen Landeskirchen, um Anerkennungsleistungen materieller wie immaterieller Art gegenüber den einzelnen Betroffenen zu erarbeiten
3. Institutionelle Aufarbeitung in einer externen wissenschaftlichen Gesamtstudie der Evangelischen  Kirche in Deutschland
4. Dunkelfeldstudie, um das „Dunkelfeld“ sexualisierter Gewalt in der evangelischen Kirche und der Diakonie auszuleuchten
5. Unabhängige zentrale Ansprechstelle der EKD, um eine kritisierte mangelnde Auffindbarkeit von kirchlichen Beratungs- und Hilfsangeboten zu vermeiden
6. Einsetzung eines Beauftragtenrats zur Begleitung der Maßnahmen durch die Leitungsebene
7. „Konstruktives Miteinander“ mit dem Missbrauchsbeauftragten der Bundesregierung
8. Zentrale Meldestellen in den Landeskirchen
9. Stärkung der Konferenz für Prävention, Intervention und Hilfe (PIHK) bei Fällen der Verletzung der sexuellen Selbstbestimmung zwischen der EKD und den Landeskirchen
10. Verbindliche Zusammenarbeit mit der Diakonie
11. Sensibles und professionelles Verfahren im Kontext sexualisierter Gewalt unter Wahrung des Seelsorgegeheimnisses.[12]

### Umsetzung ab 2018
Um die geplanten Maßnahmen innerkirchlich wie auch außerkirchlich voranzubringen, wurde ein „Beauftragtenrat zum Schutz vor sexualisierter Gewalt“ eingerichtet, dem drei Bischöfe und zwei leitende Juristen angehören. Sprecherin war zunächst die Bischöfin Kirsten Fehrs, 2020 übernahm das Amt turnusmäßig Landesbischof Christoph Meyns.
Die unabhängige „Zentrale Anlaufstelle.help“, an die sich Betroffene von sexualisierter Gewalt in der evangelischen Kirche oder der Diakonie oder Angehörige wenden können, nahm am 1. Juli 2019 ihre Arbeit auf.
Ein Bewerbungsverfahren für den Betroffenenbeirat begann im Frühjahr 2020. Bei einem Auswahlverfahren wirkten zwei Mitglieder des Beauftragtenrates zum Schutz vor sexualisierter Gewalt der EKD, zwei Mitglieder des Betroffenenrates des UBSKM (Unabhängiger Beauftragter für Fragen des sexuellen Kindesmissbrauchs) und zwei Mitarbeitende aus spezialisierten Fachberatungsstellen mit. Im August 2020 wurde der 12-köpfige Betroffenenbeirat vom Rat der EKD für eine vierjährige Amtszeit berufen und begann mit seiner Arbeit. Er tagt nicht öffentlich. Seine Aufgabenstellung beschreibt die EKD wie folgt: „Der Betroffenenbeirat begleitet die Arbeit des Beauftragtenrates aus der Sicht Betroffener bei der Weiterentwicklung des Umgangs mit Fragen sexualisierter Gewalt in der EKD und der Diakonie. Er begleitet weiter den Austausch und die Vernetzung Betroffener im Bereich der EKD. Er ist Impulsgeber und erarbeitet eigene Positionen und Vorschläge hinsichtlich geplanter Maßnahmen und setzt sich kritisch mit vorhandenen Strukturen und Regelungen zum Umgang mit sexualisierter Gewalt in der EKD und Diakonie auseinander.“ Allerdings kritisierten bereits im Februar 2021 einige Mitglieder des Betroffenenbeirats, sie würden nicht in ausreichendem Maße in Beratungen eingebunden, bevor Entscheidungen gefällt würden, und es fehle an Information und Partizipation. Über die kirchlichen Aufklärungsbemühungen hinaus forderte der Beirat eine vom Bundestag berufene Wahrheitskommission, da der Staat die Rolle des Aufklärers übernehmen müsse und dies nicht den Kirchen überlassen dürfe. Am 10. Mai 2021 entschied die EKD, die Arbeit des Betroffenenbeirats nach internen Konflikten und Rücktritten vorläufig auszusetzen und zunächst eine externe Evaluierung vornehmen zu lassen.
Neben der Fortsetzung der Aufarbeitung in einzelnen Landeskirchen und diakonischen Institutionen soll in der beschlossenen umfassenden wissenschaftliche Studie „die systemisch bedingten Risikofaktoren speziell der evangelischen Kirche“ analysiert werden, besonders berücksichtigt wird die Gefährdung von Menschen mit Behinderungen. Ziel sind wissenschaftlich begründete Empfehlungen von verbindlichen Standards für Prävention, Intervention, Aufarbeitung und Hilfen. Ein Verbund von acht Forschungsinstitutionen wurde im Herbst 2020 mit der Ausarbeitung beauftragt und begann Ende 2020 mit der Arbeit; die Ergebnisse sollen im Herbst 2023 vorliegen. Die Deutsche Bischofskonferenz hatte die sogenannte MHG-Studie zum sexuellen Missbrauch in der römisch-katholischen Kirche bereits im September 2018 veröffentlicht. Für den Bereich der Diakonie wurde im November 2018 eine eigene wissenschaftliche Studie zu sexuellem Missbrauch in diakonischen Einrichtungen angekündigt; es existiere bereits ein Diakonie-Bundesrahmenhandbuch Schutzkonzepte vor sexualisierter Gewalt, in dem Präventions- und Schutzmaßnahmen vorgestellt werden.

### Stand 2023
Während die ForuM-Studie (das evangelische Gegenstück zur katholischen MHG-Studie) sich ihrer Fertigstellung näherte, trat im Herbst 2023 Annette Kurschus wegen des Vorwurfs der Missbrauch-Vertuschung von allen kirchlichen Ämtern – darunter dem der Vorsitzenden des Rates der EKD – zurück.
Detlev Zander wies hinsichtlich der ForuM-Studie zu sexualisierter Gewalt in der Evangelischen Kirche darauf hin, dass die Fallzahlen „nicht allzu weit weg sind von der katholischen Kirche“. Zander ist Sprecher des Beteiligungsforum Sexualisierte Gewalt der Evangelischen Kirche, das 2022 ins Leben gerufen wurde. Das Forum kann bei Fragen sexualisierter Gewalt mitentscheiden. Zander wies darauf hin, dass es in den evangelischen Heimen und Pfarrhäusern so gut wie keine Strukturen gäbe, die solche Fälle aufdecken oder verhindern könnten. Detlev Zander wurde als Kind in einem Kinderheim in der Brüdergemeinde Korntal bei Stuttgart von mehreren Tätern vergewaltigt, geschlagen und erniedrigt. Die Evangelische Kirche hatte seine Leidensgeschichte abgetan und ihn als Lügner diffamiert. Erst als er an die Öffentlichkeit ging, habe sich die Kirche um Aufklärung bemüht.
Es wurden daraufhin 80 Täter und Täterinnen ermittelt und 140 Opfer meldeten sich. Darunter Angelika Bandle. Auch sie hat jahrelang sexualisierte Gewalt erfahren. Zunächst im Kinderheim der Brüdergemeinde Korntal, später in einer pietistischen Pflegefamilie. Laut Bandle habe die Kirche ihre Verantwortung für die Fälle jahrelang zurückgewiesen, obwohl es eine Verbindung zwischen der Landeskirche und der Diakonie in Korntal gebe. Ihre persönliche Meinung sei, „dass die Evangelische Kirche bis heute kein ernsthaftes Interesse an einer Aufarbeitung hat. Damit würden sie nur sich selbst und ihre Institutionen belasten“. Eine EKD-Sprecherin betonte, dass in Kürze neue Standards für die systematische und unabhängige Aufarbeitung verabschiedet würden.

### Stand 2024
Am 25. Januar 2024 wurde vom Forschungsverbund ForuM die unter der Leitung der Hochschule Hannover erstellte ForuM-Studie zum sexuellen Missbrauch in der Evangelischen Kirche vorgestellt. Nach Angaben der beteiligten Wissenschaftler zeige diese Studie nur die „Spitze der Spitze des Eisbergs“.
Deutschlandweit wurden danach seit 1946 mindestens 2.225 Menschen missbraucht; rund zwei Drittel der Opfer sind männlich. Es wurde die Zahl von 1.259 Beschuldigten genannt; 511 von ihnen seien Pfarrpersonen und diese nahezu alle männlich (99,6 % Pfarrer und Vikare, 0,4 % Pfarrerinnen). Rund drei Viertel von ihnen waren zum Zeitpunkt der Ersttat verheiratet. Auch pädagogisch Tätige gehören zur Tätergruppe.
Die von sexualisierter Gewalt betroffenen Mädchen und Jungen waren im Durchschnitt elf Jahre alt. Zu den erfassten körperlichen Kontakten zwischen Täter und Opfer gehören „sexuelle Berührungen bis zur Penetration“. Darüber hinaus gab es in vielen Fällen „Nötigung, pornografisches Material anzuschauen, oder Selbstbefriedigung der Beschuldigten in Anwesenheit der Betroffenen“. Auch gab es mitunter Drogen, Alkohol und körperliche Gewalt. Tatorte der sexuellen Übergriffe waren in vielen Fällen die Pfarrhäuser, aber auch Kinderheime und Jugendfreizeiten.
Laut Studie führe „der Mechanismus der evangelischen Rechtsfertigungslehre“ zu einer Verkoppelung von Schuld und Vergebung. Reue finde hier nicht statt; wer schuldig geworden ist, dem muss nach dieser Logik vergeben werden. Die Autoren der Studie stellten fest, das „Schuld als nicht prinzipiell auflösbarer Zustand .. offenbar im evangelischen Selbstverständnis nicht ausgehalten werden [kann]“.
Die kommissarische Ratsvorsitzende der Evangelischen Kirche in Deutschland (EKD), Bischöfin Kirsten Fehrs, zeigte sich erschüttert über das Ausmaß des Missbrauchs und sprach von „täterschützenden Strukturen“. „Wir haben uns auch als Institution an unzählig vielen Menschen schuldig gemacht“, sagte sie. Sie bitte die Betroffenen um Entschuldigung.
Am Projekt beteiligte Forscher beklagten intern, dass die ForuM-Studie auf einer eingeschränkten Quellenlage basierte, weil sie keinen Einblick in Personalakten erhielten. Erst diese Akten hätten das tatsächliche Ausmaß der Missbrauchsfälle erkennbar machen können. Bis auf eine der 20 Landeskirchen der EKD sowie der Diakonischen Werke wurden dem Forschungsteam nur Details aus 4282 Disziplinarakten über Beschuldigte bereitgestellt (bei der MHG-Studie waren es mehr als 38.000 Personalakten). Begründet wurde das von den evangelischen Kirchen mit Personalmangel. Die Zahl von Betroffenen kann aufgrund der selektiven Datenlage unterschätzt werden. Der Staatsrechtsprofessor Stephan Rixen kritisierte das Verhalten von EKD und Diakonie. Denn oftmals seien bei Taten von sexualisierter Gewalt keine Disziplinarakten angelegt worden. „Es ist völlig absurd, dass nicht die Personalakten untersucht werden, weil sich bei realistischer Betrachtung auch in Personalakten Anhaltspunkte für Fehlverhalten finden“, sagte Rixen.
Am 1. Juli 2024 musste die Landeskirche Hannovers die Zahlen der Opfer von sexuellem Missbrauch nach oben korrigieren. Ein Opfer hatte herausgefunden, dass die Kirche in seinem Tatkomplex für die ForuM-Studie nur vier Opfer anstelle von 45 Opfern übermittelt hatte.

### Stand 2025
Seit der Veröffentlichung der Studie Anfang 2024 sind in der EKD Verbesserungen angekündigt worden, doch die Erwartungen wurden nur teilweise erfüllt. Kritiker, wie die Betroffeneninitiative Vertuschung beenden, bemängeln, dass die Kirche zwar das Thema auf hoher Ebene thematisiert, aber vor Ort weiterhin wenig Raum für eine tatsächliche Beteiligung der Betroffenen geschaffen wurde. Betroffene fordern immer wieder einen demokratisch legitimierte Betroffenenbeteiligung. Ein weiteres Anliegen ist die Frage der strukturellen Beteiligung der Betroffenen. Die unabhängige Beauftragte der Bundesregierung für sexuellen Kindesmissbrauch UBSKM, Kerstin Claus, fordert eine dauerhafte, unabhängige Partizipation und kritisiert die derzeitige Praxis, bei der Betroffene oft in kirchliche Strukturen eingebunden seien, die ihre Unabhängigkeit und Mandate infrage stellten. Im November 2024 verabschiedete die EKD-Synode einen Maßnahmenkatalog, der unter anderem eine zentrale Ombudsstelle und ein "Recht auf Aufarbeitung" umfasst. Allerdings sind in dem Maßnahmenkatalog nicht alle Empfehlungen aus der ForuM-Studie enthalten.

## Kritik an der kirchliche Betroffenenbeteiligung
Die EKD gibt an, dass an allen Entscheidungen Betroffene sexualisierter Gewalt beteiligt werden. Dies geschieht im sogenannten Beteiligungsforum Sexualisierte Gewalt (BeFo). Das Beteiligungsforum ist ein Gremium der EKD, das aus 17 Personen besteht, neun Vertretern der Kirche und der Diakonie und acht Betroffenen sexualisierter Gewalt. Die Betroffenen wurden jedoch nicht von allen bekannten Betroffenen gewählt, sondern von der EKD ausgesucht. Außerdem arbeiten viele der Betroffenen selbst bei der Kirche oder der Diakonie und werden daher als befangen angesehen. Betroffene kritisieren daher, dass die Kirche sich "kirchennahe" Betroffene ausgesucht hat, um diese an Prozessen zu beteiligen. Viele Betroffene wünschen sich hingegen eine demokratisch legitimierter Betroffenenbeteiligung, bei der Betroffene ihre Vertreter wählen können. Auch die Unabhängige Beauftragte für Fragen des sexuellen Kindesmissbrauchs (UBSKM) Kerstin Claus kritisiert, dass die Kirche nur einen sehr kleinen Zahl von Betroffenen beteiligt. In der ForuM-Studie wird das Beteiligungsforum als unzureichendes „One-fits-all-Modell“ bemängelt.

## Dokumentarfilm
- Die Kinder aus Korntal, Regie: Julia Charakter, Deutschland 2023